# George Cheyne

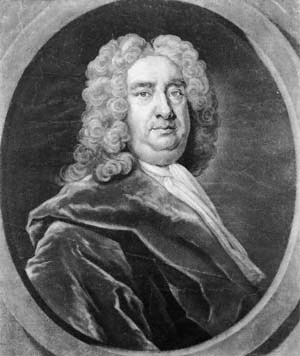
George Cheyne nach John Faber Junior, 1732

George Cheyne (* 1671 in Auchencreive, Methlick, Aberdeenshire; † 13. April 1743 in Bath) war ein schottischer Arzt, Pionier der Psychologie und Sprechstundenpsychiatrie, Naturphilosoph und Mathematiker. Er wurde in Schottland geboren, praktizierte später aber ab 1702 als Arzt in der Kur- und Badestadt Bath in Südwestengland. Bath gehörte zu den Zentren gesellschaftlichen Lebens. Cheyne hat sich einen Namen gemacht als Befürworter vegetarischer Ernährung, die er auch selbst praktizierte.

## Leben
Nach seinem Studium der Medizin in Edinburgh, wo er der Schüler von Archibald Pitcairne war, erhielt er 1701 den akademischen Grad Doctor of Medicine der University of Aberdeen siedelte nach London über und wurde im Jahre 1702 Mitglied in der Royal Society und schloss sich dem Kreis um Isaac Newton an. Cheyne hatte allerdings Schwierigkeiten, sich an das Leben in London anzupassen. Als er seine mathematischen Ideen veröffentlichte, verärgerte er Newton und befremdete er seine Kollegen. Es erwies sich außerdem als schwer, einen Patientenstamm aufzubauen. Cheyne kehrte schließlich nach Schottland zurück.

## Medizinische Leistungen
In Bath, einem Zentrum des damaligen gesellschaftlichen Lebens in England, in dem Cheyne sich ab 1718 niederließ, gelang es ihm, seine sozialmoralischen Überlegungen anzustellen. Deren gesundheitliche Schlussfolgerungen konnte er nicht zuletzt bei sich selbst anwenden. Entsprechend dem Stil der Zeit veranschaulichte er solche persönlichen Anwendungen und Erwägungen in der Öffentlichkeit, da er selbst zur Adipositas neigte. Diese Anweisungen gipfelten in gesundheitlichen Empfehlungen eines Rückzugs aus der Reizüberflutung der Alltagswelt, dem Übermaß an Genüssen, der Unrast der Städte. Eine heilsam moderierende Funktion erhielten das Hirtenleben, die Landpartie, die Jagd, das Fischen und Reiten, die körperliche Gymnastik und der englische Garten. Hinzu kamen Milchkuren und andere naturgemäße Diäten. Cheyne stellte fest, dass ein Drittel seiner Patienten an Nervosität litten. 1733 veröffentlichte er sein Werk über die „Englische Krankheit“ (English Malady). Dabei stützte er sich auf Bernard Mandeville, dessen Abhandlung über die Hypochondrie und Hysterie 1711 erschienen war. Das Verdienst Cheynes lag darin, dass er zur gesellschaftlichen Akzeptanz psychischer Krankheiten beitrug, die er durch gängige soziologische und diäthetische Modelle veranschaulichte. Cheyne stand in Verbindung mit dem Publizisten Richard Blackmore, der sich als ›medical journalist‹ ein Renommee verschafft hatte. Ein Anhänger seiner Lehre war der Autor und Verleger Samuel Richardson, mit dem Cheyne brieflich verkehrte. Das Hauptwerk Cheynes ist das über die Englische Krankheit, mit dem er den entsprechenden Angriffen aus dem Ausland zuvorkam, indem er diese Störung als Ausdruck von Wohlstand und Überfluss beschrieb. Damit war er auch zum Vorreiter der Bezeichnung ›American Nervousness‹ geworden, die später von George Miller Beard geprägt wurde und damit auch Vorreiter der Bezeichnung Neurasthenie. Cheyne darf zu den frühen Vertretern der Sprechstundenpsychiatrie gezählt werden.

## Cheynes Milchkur
George Cheyne warb für das Trinken von Milch. Seine Empfehlung einer Milchkur folgt den humoralpathologischen Prinzipien, wie sie bereits Galenos vertreten hatte. Milch wurde eine kühlendes und häufig auch abführende Qualität zugesprochen und diese Qualitäten schien sie geeignet zu machen, die Folgen der typischen schweren zeitgenössischen Ernährungsweise zu kurieren. Cheynes Rolle als einflussreicher Arzt in Bath gab ihm reichlich Gelegenheit, diese Kur einer Reihe von wohlhabenden und einflussreichen Persönlichkeiten nahezulegen. Zu seinen Patienten zählte der britische Premierminister Robert Walpole, der Schriftsteller Samuel Richardson und Selina Hastings, die Countess of Huntingdon, die die spirituelle Führerin einer Gruppe von Methodisten wurde. Von Bath aus verbreitete sich der Ruhm von Cheynes Milchkur in ganz Europa. Gegen Ende des 18. Jahrhunderts offerierten unter anderem französische Restaurants eine Régime Anglaise, auf Milch basierende Diätgerichte.
Cheyne empfahl seine Milchkur aus eigener Erfahrung. Bei seiner Rückkehr nach Schottland war er stark übergewichtig. Er selbst verordnete sich Verzicht auf Alkohol, nahm abends keine Nahrung mehr zu sich und aß Mittags nur noch selten Fleisch. Auf Grund seiner Bekanntschaft mit Verehrern der beiden Mystikerinnen Antoinette Bourignon und Jeanne Guyon begann Cheney allerdings nach einer ganzheitlicheren Kur zu suchen. Beide Mystikerinnen forderten ein möglichst einfaches Leben und beeinflusst von ihrer Lehre wurde Cheyne zu einem der entschiedensten Bekämpfer luxuriösen Lebens. Milch passte dazu als ein einfaches, aber substantielles Lebensmittel. In London war allerdings frische Milch in guter Qualität nur selten zu erhalten – Londoner Milchmädchen waren bekannt dafür, die Milch, die sie verkauften, mit Wasser zu verlängern. Der nach London zurückkehrende George Cheyne umging dies, indem er sich gegen einen Aufpreis Milch direkt liefern ließ.
Cheyne betrachtete seine Milchkur, mit der er erfolgreich sein Übergewicht und seine Stimmungsschwankungen bekämpfte und die neben Milch nur Getreide, Brot, Wurzelgemüse und Obst vorsah, als letztmögliches Heilmittel für die chronisch Kranken. Deborah Valenze hält in ihrer Geschichte der Milch fest, dass es verblüffend ist, wie häufig er diese Kur seinen Patienten verordnete. Die von Cheyne entwickelte Milchkur blieb auch nach Cheynes Tod populär. Der methodistische Erweckungsprediger John Wesley empfahl sie in Primitive Physik, seinem sehr erfolgreichen Werk, das erstmals 1747 erschien. Dieses Handbuch methodistischen Lebens wurde nicht nur von seinen unmittelbaren Anhängern gelesen und befolgt, sondern wurde über die nächsten Jahre immer wieder neu aufgelegt.

## Schriften (Auswahl)
- Philosophical Principles of Natural Religion, containing the Elements of Natural Philosophy, and the Proofs for Natural Religion, arising from them. 1705
- An Essay of Health and Long Life. London 1724 books.google.de
- The English Malady. London 1733
- An Essay on Regimen. London 1740
- The Natural Method of Curing the Diseases of the human Body, and the Disorders of the Mind attending on the Body. London 1742 (Cheynes letztes Werk)